# Суд Евразийского экономического сообщества
Суд Евразийского экономического сообщества (англ. Court of the Eurasian Economic Community, фр. Cour de la Communauté économique eurasienne) — судебный орган Евразийского экономического сообщества, существовавший в 2001—2014 годах. Прекратил деятельность вместе с Евразийским экономическим сообществом.
Согласно положениям статьи 8 Договора об учреждении Евразийского экономического сообщества от 10 октября 2000 года (далее — Договор от 10 октября 2000 года) Суд Евразийского экономического сообщества (далее — Суд):
- обеспечивает единообразное применение данного Договора и других действующих в рамках Евразийского экономического сообщества (далее — ЕврАзЭС) договоров и принимаемых органами ЕврАзЭС решений;
- рассматривает споры экономического характера, возникающие между государствами — членами ЕврАзЭС по вопросам реализации решений органов ЕврАзЭС и положений договоров, действующих в рамках ЕврАзЭС, дает по ним разъяснения и заключения.

Местом нахождения Суда определен город Минск (Республика Беларусь).
Решением Межгосударственного Совета ЕврАзЭС (на уровне глав государств) от 19 декабря 2011 года № 583 «О формировании и организации деятельности Суда Евразийского экономического сообщества» одобрены Подходы к формированию и организации деятельности Суда, утвержден План мероприятий по его формированию и решено начать фактическую деятельность Суда с 1 января 2012 года. Полномочия суда ЕврАзЭС были переданы суду Евразийского экономического союза, располагающемуся также в Минске и приступившему к исполнению своих функций с 1 января 2015 года.

## Компетенция Суда
В соответствии со статьей 13 Статута Суда Евразийского экономического сообщества от 5 июля 2010 года (далее — Статут Суда) к компетенции Суда относились:
- обеспечение единообразного применения Договора от 10 октября 2000 года и других действующих в рамках ЕврАзЭС международных договоров и принимаемых органами ЕврАзЭС решений;
- рассмотрение споров экономического характера, возникающих между государствами — членами ЕврАзЭС по вопросам реализации решений органов ЕврАзЭС и положений договоров, действующих в рамках ЕврАзЭС;
- толкование положений международных договоров, действующих в рамках ЕврАзЭС, и решений органов ЕврАзЭС.

В связи с формированием Таможенного союза Суд:
- рассматривал дела о соответствии актов органов Таможенного союза международным договорам, составляющим договорно-правовую базу Таможенного союза;
- рассматривал дела об оспаривании решений, действий (бездействия) органов Таможенного союза;
- давал толкование международных договоров, составляющих договорно-правовую базу Таможенного союза, актов, принятых органами Таможенного союза;
- разрешал споры между Комиссией Таможенного союза (далее — КТС) и государствами, входящими в Таможенный союз, а также между государствами — членами Таможенного союза по выполнению ими обязательств, принятых в рамках Таможенного союза.

К ведению Суда могли быть отнесены и иные споры, разрешение которых предусмотрено международными договорами в рамках ЕврАзЭС и Таможенного союза.
Согласно пункту 3 статьи 14 Статута Суда хозяйствующие субъекты обращаются в Суд в соответствии с Договором об обращении в Суд Евразийского экономического сообщества хозяйствующих субъектов по спорам в рамках Таможенного союза и особенностях судопроизводства по ним от 9 декабря 2010 года.
К полномочиям Суда отнесено рассмотрение по заявлениям хозяйствующих субъектов следующих категорий дел:
об оспаривании актов КТС или их отдельных положений;
об оспаривании действий (бездействия) КТС.

## Нормативно-правовые документы, регламентирующие деятельность Суда
Деятельность Суда основывается на следующих международных договорах:
Договор об учреждении Евразийского экономического сообщества от 10 октября 2000 года;
Статут Суда Евразийского экономического сообщества от 5 июля 2010 года;
Договор об обращении в Суд Евразийского экономического сообщества хозяйствующих субъектов по спорам в рамках Таможенного союза и особенностях судопроизводства по ним от 9 декабря 2010 года.
В 2012 году Судом были разработаны и приняты следующие документы:
Регламент заседаний Суда Евразийского экономического сообщества по организационным вопросам (утвержден решением Суда от 26 марта 2012 года № 6);
Регламент Суда Евразийского экономического сообщества по рассмотрению обращений хозяйствующих субъектов (согласован постановлением Межпарламентской Ассамблеи ЕврАзЭС от 16 мая 2012 года № 14-8 и утвержден решением Суда от 22 мая 2012 года № 12);
Регламент Суда Евразийского экономического сообщества (утвержден решением Суда от 12 июля 2012 года № 21).
Решением Суда от 29 мая 2012 года № 13 утверждены Правила внутреннего распорядка и деятельности Суда Евразийского экономического сообщества.
Судом также разработаны и приняты иные документы, необходимые для обеспечения его деятельности.
19 декабря 2012 года в городе Москве подписано Соглашение между Евразийским экономическим сообществом и Правительством Республики Беларусь об условиях пребывания Суда Евразийского экономического сообщества на территории Республики Беларусь. 
Положениями этого договора определена правовая основа для функционирования Суда на территории Республики Беларусь, закреплены права Суда, в том числе как юридического лица, установлены иммунитеты Суда, судей, должностных лиц и сотрудников Суда, а также представителей, экспертов, свидетелей и иных лиц, вызываемых в Суд.

## Состав Суда
В соответствии со статьей 8 Договора от 10 октября 2000 года Суд формируется из представителей государств — членов ЕврАзЭС в количестве не более двух представителей от каждого государства. Судьи назначаются Межпарламентской Ассамблеей ЕврАзЭС по представлению Межгосударственного Совета ЕврАзЭС (на уровне глав государств) сроком на шесть лет.
Статут Суда конкретизирует порядок и основания назначения судей, их правовой статус и т. д. 
В соответствии со статьей 4 Статута Суда судьи должны обладать высокими моральными качествами и соответствовать требованиям, предъявляемым для назначения на должности судей верховных и (или) высших арбитражных, хозяйственных и экономических судов государств — членов ЕврАзЭС, а также являться специалистами высокой квалификации в области международного и внутригосударственного права, в особенности в сфере регулирования внешнеэкономической деятельности и таможенных правоотношений.
23 декабря 2011 года в городе Санкт-Петербурге (Российская Федерация) состоялось внеочередное заседание Межпарламентской Ассамблеи ЕврАзЭС, на котором в торжественной обстановке был назначен первый состав Суда:
от Республики Беларусь — Смирнов Е. А., Соколовская А. М.;
от Республики Казахстан — Алимбеков М. Т., Баишев Ж. Н.;
от Российской Федерации — Нешатаева Т. Н., Чайка К. Л.;
от Республики Таджикистан — Абдуллоев Ф. А., Каримов С.С-М.
Кыргызская Республика решения по направлению своих судей в состав Суда не приняла.
Статутом Суда установлено, что председательство осуществляется судьями поочередно на ротационной основе в порядке русского алфавита, исходя из названия государств, в течение двух лет. 
Председатель Суда избирается Судом из числа судей от государства очередности. 
Суд избирает заместителя Председателя Суда сроком на два года от государства, название которого следует в порядке русского алфавита за названием государства, от которого избран Председатель Суда. По истечении срока полномочий заместитель Председателя Суда может быть переизбран.
Председатель Суда и его заместитель не могут быть гражданами одного и того же государства, причем один из них должен быть гражданином государства — члена Таможенного союза.

## Аппараты судей. Секретариат Суда
Согласно статье 10 Статута Суда, решениям Межгосударственного Совета ЕврАзЭС (на уровне глав государств) от 19 декабря 2011 года № 583 «О формировании и организации деятельности Суда Евразийского экономического сообщества», № 585 «О структуре и численности Секретариата Суда Евразийского экономического сообщества», № 587 «О должностных лицах и сотрудниках Секретариата Суда Евразийского экономического сообщества» Секретариат Суда осуществляет правовое, организационное, материально-техническое и иное обеспечение деятельности Суда.
В соответствии с Положением о Секретариате Суда Евразийского экономического сообщества основными задачами Секретариата Суда являются:
правовое, информационно-аналитическое обеспечение деятельности Суда и судей;
содействие в организации сотрудничества Суда с другими органами ЕврАзЭС, Таможенного союза и Единого экономического пространства, высшими судебными и иными органами государств — членов ЕврАзЭС и государств, не являющихся членами ЕврАзЭС, международными судебными органами, международными и другими организациями;
организационное, материально-техническое обеспечение деятельности Суда и судей;
осуществление иных мер, направленных на создание надлежащих условий для деятельности Суда и судей.
Структура и численность Секретариата Суда утверждаются Межгосударственным Советом ЕврАзЭС (на уровне глав государств).
В структуру Секретариата Суда входят: аппараты судей, Руководитель Секретариата Суда, экспертно-аналитический отдел, отдел финансовой и организационно-кадровой работы.

## Судебная практика
С начала деятельности Судом рассмотрен ряд дел и вынесены следующие судебные акты:
- решение Коллегии Суда Евразийского экономического сообщества от 5 сентября 2012 года по делу по заявлению открытого акционерного общества "Угольная компания «Южный Кузбасс» об оспаривании пункта 1 Решения Комиссии Таможенного союза от 17 августа 2010 года № 335 «О проблемных вопросах, связанных с функционированием единой таможенной территории, и практике реализации механизмов Таможенного союза»;
- решение Апелляционной палаты Суда Евразийского экономического сообщества от 29 ноября 2012 года по жалобе Евразийской экономической комиссии на решение Коллегии Суда Евразийского экономического сообщества от 5 сентября 2012 года по делу по заявлению открытого акционерного общества "Угольная компания «Южный Кузбасс» об оспаривании пункта 1 Решения Комиссии Таможенного союза от 17 августа 2010 года № 335 «О проблемных вопросах, связанных с функционированием единой таможенной территории, и практике реализации механизмов Таможенного союза»;
- постановление Большой коллегии Суда Евразийского экономического сообщества от 8 апреля 2013 года по заявлениям ОАО "Угольная компания «Южный Кузбасс» о разъяснении и исполнении решения Коллегии Суда Евразийского экономического сообщества от 5 сентября 2012 года по делу по заявлению ОАО "Угольная компания «Южный Кузбасс» об оспаривании пункта 1 Решения Комиссии Таможенного союза от 17 августа 2010 года № 335 «О проблемных вопросах, связанных с функционированием единой таможенной территории, и практике реализации механизмов Таможенного союза»;
- решение Коллегии Суда Евразийского экономического сообщества от 15 ноября 2012 года по делу по заявлению общества с ограниченной ответственностью «ОНП» об оспаривании решения Комиссии Таможенного союза от 18 октября 2011 года № 819 «О классификации в соответствии с единой Товарной номенклатурой внешнеэкономической деятельности Таможенного союза транспортных средств МТЛБ, МТПЛБ, ТГМ»;
- решение Апелляционной палаты Суда Евразийского экономического сообщества от 21 февраля 2013 года по жалобе Евразийской экономической комиссии на решение Коллегии Суда Евразийского экономического сообщества от 15 ноября 2012 года по делу по заявлению общества с ограниченной ответственностью «ОНП» о признании не соответствующим международным договорам, действующим в рамках Таможенного союза и Единого экономического пространства, Решения Комиссии Таможенного союза от 18 октября 2011 года № 819 «О классификации в соответствии с единой Товарной номенклатурой внешнеэкономической деятельности Таможенного союза транспортных средств МТЛБ, МТПЛБ, ТГМ».

## Официальное опубликование решений Суда
В соответствии со статьей 19 Статута Суда решения Суда подлежат изданию в официальных источниках опубликования Суда, ЕврАзЭС, Таможенного союза и государств — членов ЕврАзЭС, а также в соответствующих реестрах правовой информации. 
Порядок и правила опубликования определяются Сторонами в соответствии с их законодательством.
Пунктом 1 Решения Межгосударственного Совета ЕврАзЭС от 19 декабря 2011 года № 589 «Об официальном опубликовании решений Суда Евразийского экономического сообщества» установлено, что:
все решения Суда подлежат официальному опубликованию в печатном издании Суда и на Интернет-сайте Суда, а также в национальных источниках официального опубликования государств — членов ЕврАзЭС;
решения Суда, принимаемые по делам в рамках Таможенного союза, подлежат официальному опубликованию в официальных источниках опубликования решений и материалов органов Таможенного союза — в печатном издании и на Интернет-сайте КТС.
Решением Суда от 21 июня 2012 года № 16 утверждено Положение о печатном издании Суда Евразийского экономического сообщества, которое определяет организационно-правовые основы функционирования Бюллетеня Суда Евразийского экономического сообщества, его структуру, порядок подготовки, выпуска и распространения.
Согласно данному Положению Бюллетень издается не реже одного раза в полугодие.